# 統治二論

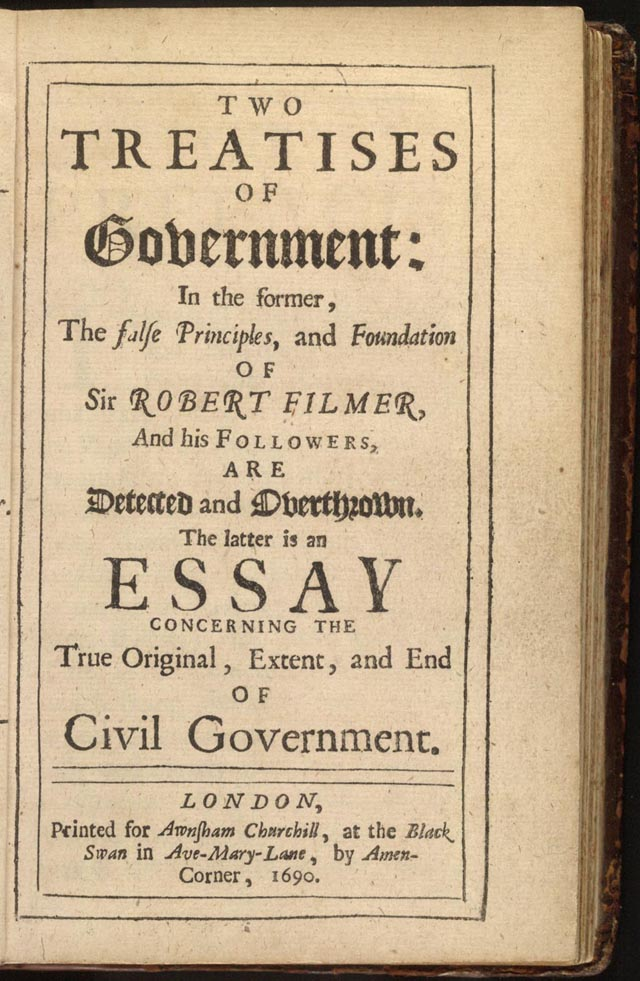
『統治二論』の初版本

『統治二論』（とうちにろん、Two Treatises of Government）は、1689年（当時の慣行により表紙の表示は1690年）にイギリスの政治学者ジョン・ロックによって著され刊行された二篇の論文から構成される政治哲学書である。『統治論二篇』『市民政府論』『市民政府二論』とも呼ばれる。アメリカ独立宣言、フランス人権宣言、および古典的自由主義の思想に大きな影響を与えた。

## 構成
第一論は全11章、ロバート・フィルマーによる「国王の絶対的支配権は、人類の祖アダムが彼の子供に対する父権に由来する」という王権神授説における反論である。
第二論は全19章、政治権力の起源は王権神授ではなく社会契約にあるとして、その範囲や目的について論じている。

### 第一論
- 第1章 序論
- 第2章 父親の権力と国王権力とについて
- 第3章 創造を根拠とする主権へのアダムの権限について
- 第4章 神の贈与を根拠とする主権へのアダムの権限について『創世記』第一章二十八節
- 第5章 イブの服従を根拠とする主権へのアダムの権限について
- 第6章 父であることを根拠とする主権へのアダムの権限について
- 第7章 ともに主権の源泉とみなされている父たる地位と所有権とについて
- 第8章 アダムの主権的な君主権力の譲渡について
- 第9章 アダムからの相続を根拠とする君主制について
- 第10章 アダムの君主権力の継承者について
- 第11章 継承者は誰か

### 第二論
- 第1章 序論
- 第2章 自然状態について
- 第3章 戦争状態について
- 第4章 奴隷状態について
- 第5章 所有権について
- 第6章 父権について
- 第7章 政治社会あるいは市民社会について
- 第8章 政治社会の起源について
- 第9章 政治社会と統治の諸目的について
- 第10章 国家の諸形態について
- 第11章 立法権の範囲について
- 第12章 国家の立法権、行政権、及び連合権について
- 第13章 国家の諸権力の従属関係について
- 第14章 国王の大権について
- 第15章 父権、政治的権力、及び専制権力の同時的な考察
- 第16章 征服について
- 第17章 簒奪について
- 第18章 専制について
- 第19章 統治の解体について

## 内容

### 第一論
ロックは政治思想家ロバート・フィルマーの著書「パトリアーカ」で語られる王権神授説への反論を行っている。
フィルマーによれば王権は神によってアダムに与えられた支配権に由来する。その根拠としてフィルマーが挙げるのは聖書で神からアダムに語られる「海の魚と、空の鳥と、地に動くすべての生き物とを治めよ」（「創世記」第1章28節）であり、またノアとその子供に語られる「地のすべての獣、空のすべての鳥、地に這うすべてのもの、海のすべての魚は恐れおののいて、あなたがたの支配に服し」（「創世記」第9章2節）である。この権利はエバに語られた「あなたは夫を慕い、彼はあなたを治めるであろう」（「創世記」第3章16節）、また十戒の第5番目「父を敬え」（「出エジプト記」第20章12節）との記述から父権（家父長権）と結び付けられ、その直系子孫へ伝わる。その結果、アダムの血筋の直系にもっとも近い者がこの支配権を相続し、それが王権なのだというのがフィルマーの主張である。
これに対してロックは、そもそもアダムに権利が与えられた時には世界にはアダムしかいなかったのであり、この権利はアダムが他の人間を支配する根拠とはならず、むしろアダムを代表とした全人類に与えられたものであると反論する。またノアへの言葉はノアだけでなく、ノアの子供たちへも向けられていて父権とは無縁であることを指摘する。さらに支配権と父権は関係ないとロックは言う。なぜならばエバに語られた言葉はアダムとエバの楽園追放時の言葉であってそんな時に神がアダムに特権を与えるはずはなく、また十戒の第5番目の言葉も正確には「あなたの父と母を敬え」であってフィルマーは意図的に「母を敬え」という部分を省略しているからである。
さらにアダムの血筋の直系にもっとも近い者が支配権を相続するのであれば、多数ある王国のうち一つを除けば他の国の王は正統な支配権を持たなくなること、また共和国の統治者には正統な支配権が無いことになるとロックは指摘し、従ってそのような絶対的な支配権は存在しないと論証する。

### 第二論
ロックは国家を基礎付けるために自然状態についての考察から始めている。（なお、本編内でも引用されていることからも分かるように、ロックの「自然状態」観は、神学者リチャード・フッカーの影響を多大に受けており、牧歌的・平和的状態と称した。）ロックの自然状態では、人間は自然法に従った範囲内において完全に自由な状態にあり、原則的に服従関係がない平等な状態である。ここで導入されている自然法の規範によれば人間には所有権が認められている。この所有権の起源は労働に求められ（労働価値説）、全ての人間が持つもの（自然権）である。もし自然法が認識されずにある人物の権利が侵害されれば、当事者は抵抗することが可能（抵抗権）であり、また第三者であっても制裁を加えることが可能である。この状態を戦争状態にあるとする。
しかし自然状態では「確立され、安定した公知の法」「公知の公平な裁判官」「判決を適切に執行する権力」が欠けている。そのため、所有の相互維持という目的のために、自然法の解釈権（立法権）や執行権（司法権・行政権）を理解力ある一部の人びとへ委譲することで安定的な自然法の秩序をもたらすことができる。ただし政治社会を形成するためには対等な権利を持つ人間による相互の同意が不可欠である。こうして政治的な統一体が成立すると議会という統治機関による多数決ですべての構成員を拘束する立法や行政などの権利を有することができる（議院内閣制）。しかし自然法という前提の帰結として政治社会の立法行為は自然法を逸脱することはできない。
立法権は常設の必要がなく、また立法権と執行権が同一人の手にあると利己的に用いられる恐れがあるため、しばしば分離されることがある（権力分立）。また他国との和戦・締盟・交渉を行う権力を別に連合権（federative）とするが、実際には執行権と統合された組織によって実行される。この三権のうち、立法権が最高権であり、他の権力はこれに従属する。
社会の成員となった個々の人間の権力を社会から取り戻すことはできない。しかしながら、政府が人民の共同の利益から外れ権力を乱用するようになれば、政府はその由来と権限を失い解体されたとみなされ、人民は新しい形態の立法権を定めたり、古い形態のまま新しい人間に立法権を与える権利を持つ。これが人民の抵抗権であり、このことで人間の生命や財産の所有は保障される。

## 日本語訳

### 全訳
- 『政治論』 松浦嘉一訳、東西出版社 1948年 （初の日本語訳[2]）
- 『全訳 統治論』 伊藤宏之訳、柏書房 1997年、八朔社 2020年
- 『完訳 統治二論』 加藤節訳、岩波書店 2007年、岩波文庫 2010年 - 新訳

### 第二論のみ
- 『デモクラシイの本質』鳥井博郎訳、若草書房 1948年
- 『民主政治論 : 国家に関する第二論文』服部辨之助訳、霞書房 1949年
- 『市民政府論』鵜飼信成訳、岩波文庫 1968年
- 『世界の名著 27 ロック ヒューム』大槻春彦責任編集、中央公論社 1968年
  - 新版『世界の名著 32 ロック ヒューム』中央公論社「中公バックス」
    - 『統治論』宮川透訳、中央公論新社〈中公クラシックス〉2007年
- 『市民政府論』角田安正訳、光文社古典新訳文庫 2011年